# Arthur de Carvalho Azevedo
Arthur de Carvalho Azevedo (Rio de Janeiro, 2 de fevereiro de 1864 – Rio de Janeiro, 15 de novembro de 1931) foi um médico brasileiro.
Doutorado em medicina pela Faculdade de Medicina do Rio de Janeiro em 1888, defendendo a tese “Importância dos métodos e meios idênticos em obstetrícia”. Foi eleito membro da Academia Nacional de Medicina em 1901, sucedendo Raul Leitão da Cunha na Cadeira 62, que tem Augusto Brant Paes Leme como patrono.